# Leiophron simoni
Leiophron simoni är en stekelart som beskrevs av Henri Goulet 2006. Leiophron simoni ingår i släktet Leiophron och familjen bracksteklar. Inga underarter finns listade i Catalogue of Life.